# Dejana Radanović
Dejana Radanović (Cyrilisch: Дејана Радановић) is een tennisspeelster uit Servië.
Zij begon op zesjarige leeftijd met het spelen van tennis. Op 12-, 14-, 16- en 18-jarige leeftijd was zij nationaal kampioen van Servië.
Haar eerste ITF-wedstrijd speelde ze in het Servische Pirot in oktober 2011.
In 2013 werd ze professional.
Sinds 2017 representeert zij Servië op de Fed Cup – zij vergaarde daar een winst/verlies-balans van 4–6.
In 2018 speelde zij haar eerste WTA-wedstrijd op het toernooi van Neurenberg.